# Nematopodius dimidiatus
Nematopodius dimidiatus là một loài tò vò trong họ Ichneumonidae.